# Мордовин, Михаил Александрович

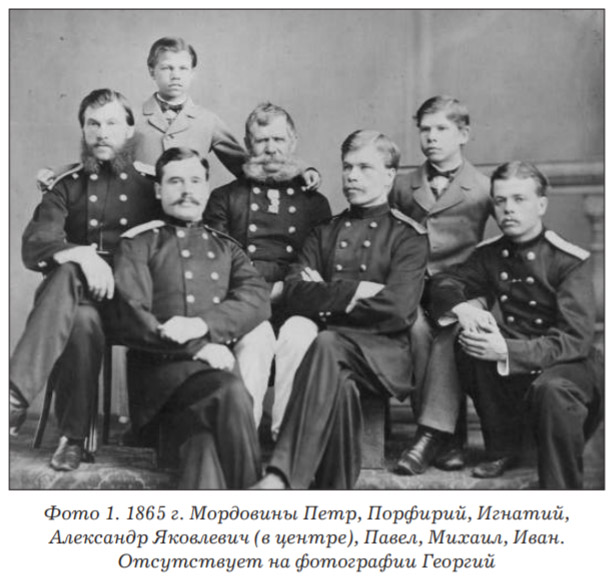
Военная династия Мордовиных

Михаил Александрович Мордовин (1852—1915) — русский морской офицер.

## Биография
Родился 3 ноября 1852 года в семье морского офицера Александра Яковлевича Мордовина. В семье было семеро сыновей: Петр, Иван, Павел, Игнатий, Михаил, Порфирий и Георгий, многие из которых также стали военными. Михаил родился в первом браке Александра Яковлевича, остальные его братья родились во втором браке отца за Третьяковой Екатериной Ивановной. В этом же браке родились сёстры Ираида и Лукия.
Окончил Морское училище. В 1876 году командовал 6-й ротой команды монитора «Перун». В 1878 году был назначен ревизором на корвет «Боярин». В 1879—1885 годах Михаил Мордовин — ротный командир команды клипера «Вестник», затем — канонерской лодки «Чародейка». 1885—1888 годах он был прикомандирован к Балтийской таможенной крейсерской флотилии.
В 1889 году — командир парохода «Полезный», в 1890 году — старший офицер корвета «Боярин», затем — помощник командира 4-го флотского экипажа. В 1892 году командовал канонерской лодкой «Снег». В 1893—1895 годах служил старшим офицером учебных судов «Боян» и «Воин», броненосца береговой обороны «Адмирал Чичагов», был командиром транспорта «Компас» и учебного судна «Моряк».
В 1897—1899 годах — командир минного крейсера «Лейтенант Ильин» в звании капитан 2-го ранга. В 1900 году командовал 5-м флотским экипажем. В 1900—1902 годах — командир крейсера «Генерал-Адмирал», затем — броненосца береговой обороны «Адмирал Сенявин». В 1903—1904 годах командовал крейсером «Владимир Мономах». В 1905 году был назначен командующим 9-м флотским экипажем. Уволен с военной службы в 1906 году.
М. А. Мордовин был награждён орденами Св. Станислава 3-й и 2-й степеней, Св. Анны 3-й и 2-й степеней, а также орденом Св. Владимира 4-й степени с бантом.
Был женат на вдове надворного советника Ираидой Алексеевной Шумиловской. У него были два сына — Вячеслав (от первого брака жены) и Борис.
Умер в 1915 году.
В РГАВМФ имеются документы, относящиеся к П. А. Мордовину (Ф. 406. Оп.3. Д.1133. Л.1313-1324 об.).